# Подкосье (Пуховичский район)
Подкосье (бел. Падко́ссе) — деревня в Пуховичском районе Минской области Республики Беларусь. В составе Пуховичского сельсовета.

## География
Расположена в 14 км на восток от Марьиной Горки и железнодорожной станции Пуховичи на линии Минск—Осиповичи.
Ближайшие населённые пункты Болоча, Зафранцузская Гребля, Репище, Французская Гребля и др.

## Этимология
Название происходит от наименования местности, урочища, где основано поселение.

## История

### Ранняя история
Во второй половине XIX века околица в Пуховичской волости Игуменского уезда Минской губернии, место проживания шляхты. Краевед Александр Ельский в 1880-х годах писал, что в Подкосье имели наследие: Юшкевич (3,5 волоки) и Календа (четверть волоки).
Согласно списку землевладельцев, в 1889 году землей в Подкосье владели: дворянин католического вероисповедания Казимир Данилович Константинович (22 десятины смели), дворянин католик Франц Адамович Лепель (20 десятин), дворяне католики Иван и Григорий Викентьевичи Милькевичи (43 десятины), дворянин католик Антон Осипович Милькевич (8 десятин), дворянин католик Петр Осипович Милькевич (3 десятины), дворянин католик Виктор Викентьевич Милькевич (50 десятин), мещанин католик Игнатий Казимирович Милькевич (17 десятин), дворянин католик Викентий Иосифович Милькевич (1,5 десятины), дворянка католичка Антонина Михайловна Милькевич (15 десятин), крестьянин католик Михаил Викентьевич Ахрамович (68 десятин), дворяне католики Викентий и Игнатий Антоновичи Павловичи (6 десятин), дворянин католик Иван Викентьевич Павлович (8,5 десятины), крестьянин католик Михаил Карлович Прокопович (6 десятин), Православная крестьянка Агафья Чеславовна Прокопович (16 десятин), дворянин католик Эдуард Францевич Рачковский (13 десятин), дворянин католик Викентий Петрович Татур (30 десятин), дворянин католик Карл Казимирович Татур (20 десятин), дворянин католик Франц Адамович Татур (19 десятин), дворянин католик Иван Эдуардович Татур (11 десятин), мещанин католик Антон Казимирович Цадровский (16 десятин), дворянин католик Адам Василевич Юшкевич (68 десятин).

### Настоящее время
В 1909 году околица Подкосье в Игуменском уезде Пуховичской волости Минской губернии.
С конца февраля 1918 года территория оккупирована войсками Германской империи. 25 марта 1918 года согласно Третьей Уставной грамоте провозглашена частью Белорусской Народной Республики. В декабре 1918 года занята Красной Армией, с 1 января 1919 года в соответствии с постановлением I съезда КП(б) Беларуси она вошла в состав Советской Белоруссии, с 27 февраля 1919 года — в ЛитБел ССР. Во время польско-советской войны в августе 1919 — июле 1920 годов под оккупацией Польши (Минский округ ГУУЗ).
С 31 июля 1920 года в Белорусской ССР. В начале 1930-х годов проведена принудительная коллективизация, создан колхоз «Ленинский путь», была кузница.
Во Вторую мировую войну с конца июня 1941 года до 2 июля 1944 года под оккупацией Германии. В 1943-1944 годах в окрестностях базировался штаб советской партизанской бригады «Полымя». В январе 1943 года деревня сожжена в ходе немецкой карательной операции, убито 20 жителей. После войны деревня восстановлена.
До 29 июня 2006 года деревня входила в состав Краснооктябрьского сельсовета.

## Население

### Численность
- 2019 год — 21 жителей

### Динамика
- 1897 год — 20 дворов, 162 жителей
- 1908 год / 1909 год — 23 дворов, 143 жителей (околица)
- 1917 год — 36 дворов, 175 жителей
- 1960 год — 171 жителей
- 2002 год — 33 дворов, 55 жителей
- 2009 год — 27 жителей (перепись населения)[3]
- 2019 год — 21 жителей (перепись населения)

## Достопримечательность
- Братская могила (1941—1944 гг.) —  Историко-культурная ценность Республики Беларусь, шифр 613Д000523.